# Gunnar Gramnes
Gunnar Emil Gramnes, född 27 oktober 1951 i Karlstad, är en svensk journalist och programledare i radio.
Gramnes är född i Karlstad och har en norsk far. Gunnar Gramnes har tidigare arbetat som verkstadsmekaniker och möbelförsäljare. Han började som journalist på Sveriges radio 1977, först ett tiotal år på Ekot innan han återvände till hemstaden Karlstad och blev dåvarande Riksradions P1-korrespondent. Vid sammanslagningen av Riksradion och Lokalradion 1993 ingick Gramnes i redaktionen för P1:s Tiotimmen. Han fortsatte sedan som programledare och producent för Pengar & Rätt i P1 under flera år. Som programledare har han de senaste åren verkat vid Efter Tolv och P4 Granskar i P4 på söndagarna.